# Àliga de Mataró
L'Àliga de Mataró és una figura del bestiari popular de la ciutat de Mataró que forma part de les comparses de l'Ajuntament. La primera referència que se'n té data de les festes de celebració d'unes festes a Barcelona de l'any 1601 amb motiu de la canonització de Ramon de Penyafort. Les referències posteriors la situen acompanyant els gegants de la ciutat. El Baró de Maldà també l'esmenta en la celebració de Les Santes de l'any 1799.
Se'n va perdre la tradició fins a la seva recuperació a les festes locals l'any 1987, encarregant-ne la construcció a Manuel Casserras.
L'acompanyen una formació musical pròpia, els ministrils, que interpreta música antiga, format per tarotes, violí, flabiol i tamborí, sac de gemec, trombó i tabals. La música del ball propi de l’Àliga és la peça polifònica Ball de l’Àliga provinent de l’arxiu de l’Abadia de Montserrat. La coreografia del ball és de Montse Calsapeu.